# Charles-Napoléon Pinguet-Védie
Pour les articles homonymes, voir Pinguet.
Charles-Napoléon Pinguet-Védie est un architecte français.

## Biographie
Charles-Napoléon Pinguet-Védie est architecte de la ville de Saint-Quentin et président d'honneur de la Société des architectes de l'Aisne.
On lui doit notamment la construction du Musée Antoine-Lécuyer inauguré en 1886 mais malheureusement détruit au cours de la Première Guerre mondiale. 
Ses obsèques ont lieu le 12 juillet 1889 ; les assistants à la cérémonie se réunissent au local de la Société.

## Principales réalisations
- Musée Antoine-Lécuyer (bâtiment détruit).
- Chapelle de la Charité à Saint-Quentin.
- Église Saint-Nicolas de Résigny.
- Monument à Maurice Quentin de La Tour[3].